# 久野節

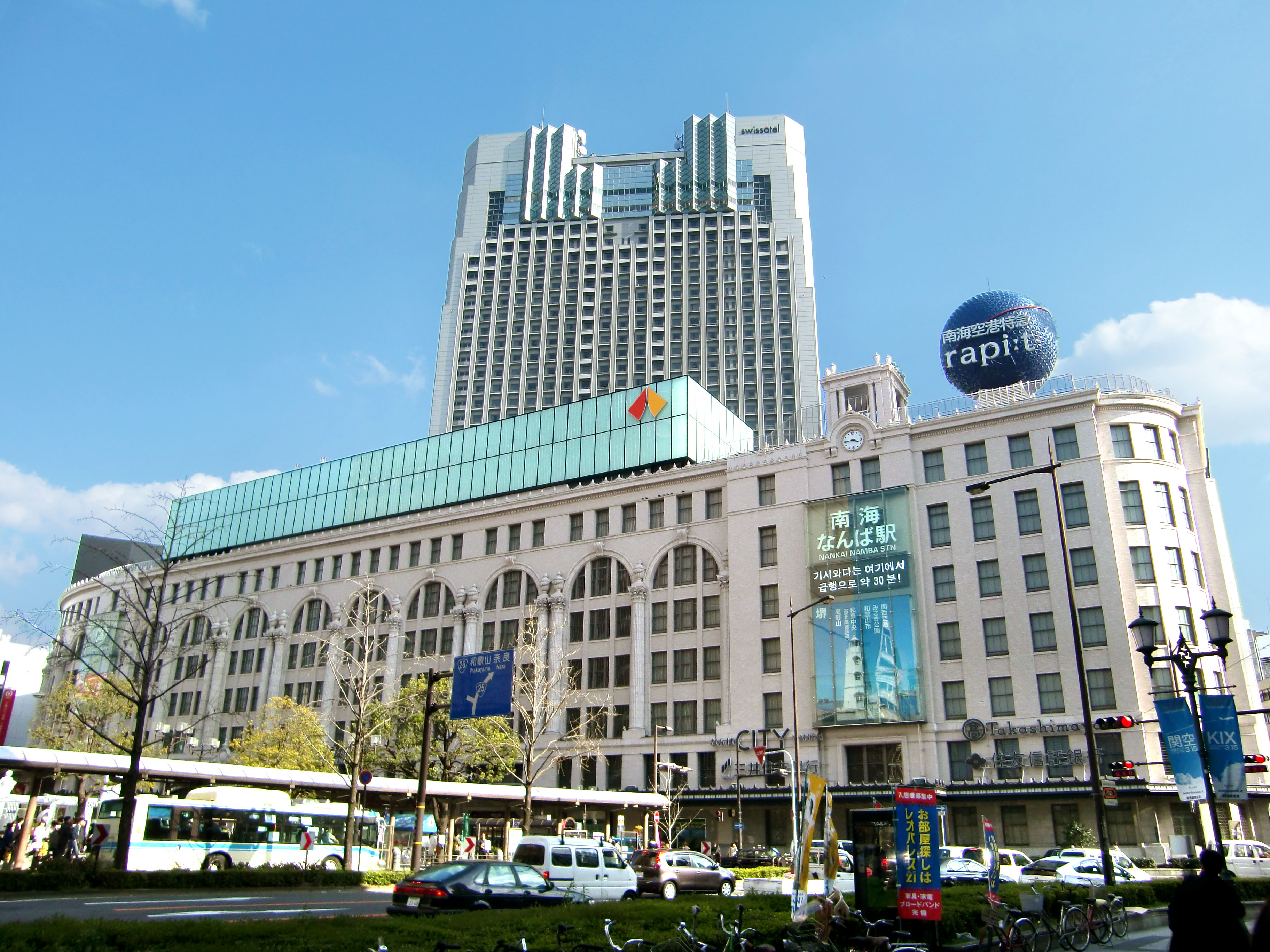
改装後の南海電気鉄道難波駅・高島屋大阪店

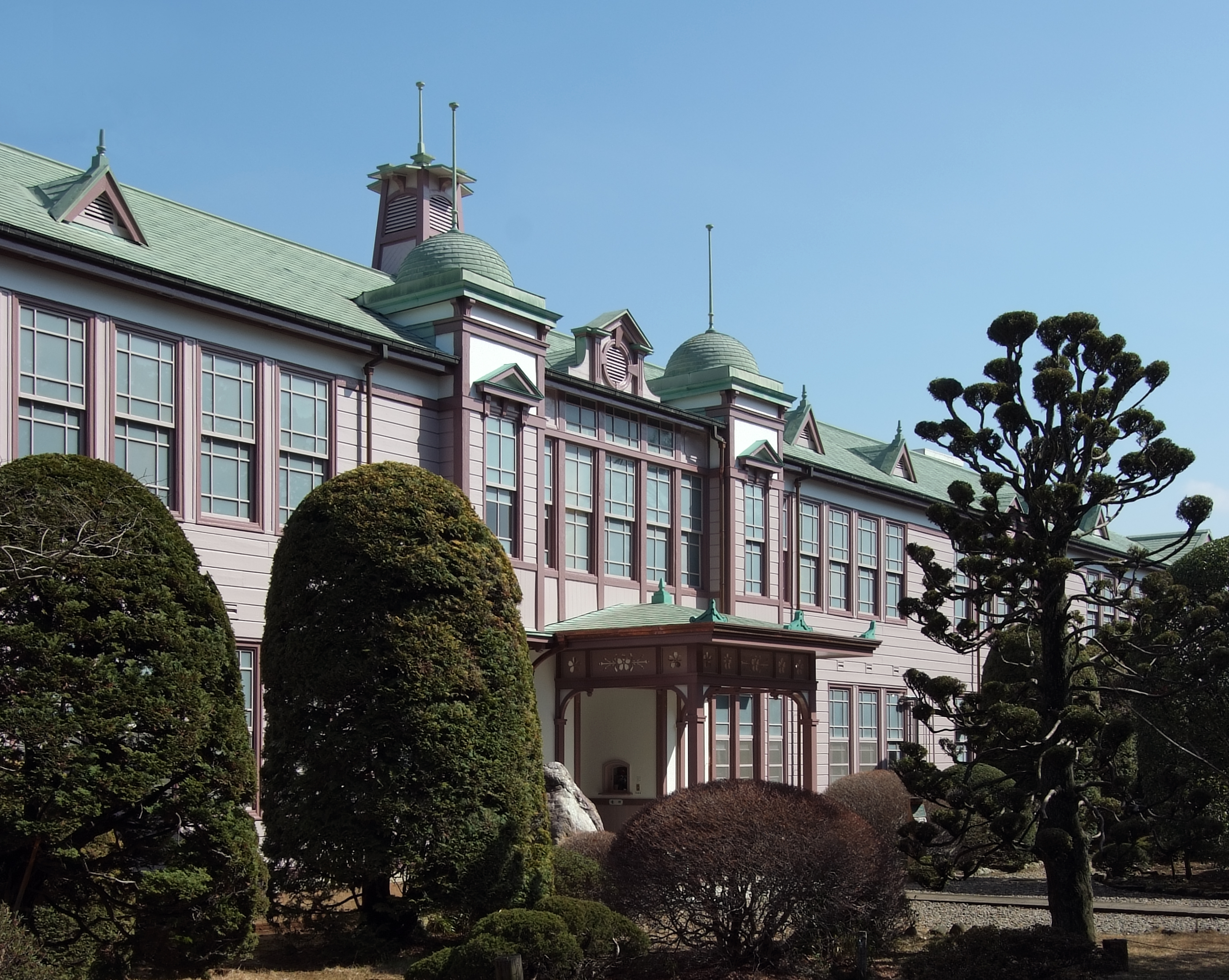
久野設計の千葉県立佐倉高等学校旧本館（登録有形文化財）

久野 節（くの みさお、1882年〈明治15年〉2月21日 - 1962年〈昭和37年〉8月7日）は、日本の建築家。鉄道省技師、中部鉄道管理局、鉄道省初代建築課長、逓信省技師を歴任。旧制堺中学校、東京帝国大学建築学科卒。従四位。

## 略歴
- 1882年 - 大阪府堺市に生まれる[1]。元岸和田藩士の長男。
- 1907年 - 東京帝国大学建築学科を卒業。卒業後、千葉県技師となる。
- 1911年 - 鉄道省技師、中部鉄道管理局。
- 1920年 - 5月、鉄道省の初代建築課長となる。
- 1924年 - 大連駅コンペ審査員。欧米に停車場視察のため派遣
- 1926年 - 逓信省技師を兼務。3月、高等官二等に叙せられる。9月、中央諸官衙建築準備委員会幹事。12月、御大葬委員会工事部委員。
- 1927年 - 従四位叙せられ、勲四等瑞宝章受勲。鉄道省を退官、久野設計事務所を設立（1941年頃閉鎖）。鉄道省嘱託。
- 1948年 - 旧知の戸田利兵衛（東京帝国大卒）に誘われ、戸田建設相談役に就任
- 1962年 - 死去、80歳没

## 作品
| 建造物名                                                    | 現況                               | 年                  | 所在地         | 指定           | 備考         |
| ----------------------------------------------------------- | ---------------------------------- | ------------------- | -------------- | -------------- | ------------ |
| 千葉県立佐倉高等学校旧本館                                  | 現：同校記念館                     | 1910年（明治43年）  | 千葉県佐倉市   | 登録有形文化財 |              |
| 国光生命保険相互会社東京本店ビル                            | 現存せず                           | 1925年（大正14年）  | 東京都中央区   |                |              |
| 大阪鉄道病院                                                | 現存せず                           | 1929年（昭和4年）   | 大阪市         |                |              |
| 南海ビルディング                                            | 現：高島屋大阪店                   | 1930年（昭和5年）   | 大阪市中央区   | 登録有形文化財 |              |
| 東武ビル・松屋、浅草雷門駅                                  | 現：浅草駅                         | 1931年（昭和6年）   | 東京都台東区   |                | [ 注 1 ]     |
| 旧参宮急行電鉄宇治山田駅                                    | 現：近鉄宇治山田駅                 | 1931年（昭和6年）   | 三重県伊勢市   | 登録有形文化財 |              |
| 旧国光生命保険相互会社大阪支店ビル                          | 現：福原ビル                       | 1932年（昭和7年）頃 | 大阪市中央区   |                |              |
| 三宮阪神ビル （そごう神戸店）                               | 現：神戸阪急                       | 1933年（昭和8年）   | 兵庫県神戸市   |                | [ 注 2 ]     |
| 旧制堺中学校三丘会館                                        | 現：大阪府立三国丘高等学校同窓会館 | 1934年（昭和9年）   | 大阪府堺市     | 登録有形文化財 |              |
| 旧蒲郡ホテル                                                | 現：蒲郡クラシックホテル           | 1934年（昭和9年）   | 愛知県蒲郡市   | 登録有形文化財 |              |
| 東京競馬クラブ府中競馬場 （東京カンツリークラブ東京競馬場） | 現存せず                           | 1933年（昭和8年）   | 東京都府中市   |                |              |
| 堺市立堺葬儀場                                              | 現存せず                           | 1936年（昭和11年）  | 大阪府堺市     |                |              |
| 京成上野駅（じゅらくビル）                                  | 現存せず                           | 1938年（昭和13年）  | 東京都台東区   |                | 2006年に解体 |
| 日本橋クラブ                                                | 現存せず                           | 1938年（昭和13年）  | 東京都中央区   |                |              |
| 堺市役所                                                    | 現存せず                           | 1938年（昭和13年）  | 大阪府堺市     |                |              |
| 大鉄百貨店阿倍野店                                          | 現存せず                           | 1937年（昭和12年）  | 大阪市天王寺区 |                | [ 注 3 ]     |